# Real Valladolid
Real Valladolid Club de Fútbol, SAD, hoặc đơn giản là Real Valladolid (phát âm [reˈal βaʎaðoˈlið]) hoặc Valladolid, là một câu lạc bộ bóng đá chuyên nghiệp Tây Ban Nha có trụ sở tại Valladolid (Castile và León, Tây Ban Nha) từ nơi có biệt danh Pucela. Các màu áo của câu lạc bộ là màu tím và trắng, được sử dụng dưới dạng các vệt trong bộ đồng phục từ khi thành lập câu lạc bộ vào ngày 20 tháng 6 năm 1928. CLB hiện đang chơi ở La Liga 2024–25. Sân nhà của họ là sân vận động José Zorrilla, với sức chứa 27.846 chỗ ngồi.

## Lịch sử
Danh hiệu của Valladolid bao gồm một danh hiệu duy nhất có liên quan lớn, Copa de la Liga 1983/84 không còn tồn tại. Họ đã là á quân tại Copa del Rey trong hai năm (1949/50 và 1988/89), và đã tham gia hai lần trong UEFA Cup (1984/85 và 1997/98) và cũng tham gia một năm trong UEFA Cúp các đội đoạt Cup (1989/90). Đội bóng dự bị của đội, Real Valladolid B, hiện đang chơi ở Segunda División B.
Kể từ khi Câu lạc bộ ra mắt La Liga trong mùa giải 1948-49 (trong đó nó trở thành câu lạc bộ đầu tiên từ Castile và Leon chơi ở La Liga), Valladolid là câu lạc bộ bóng đá thành công nhất ở Castile và León, với tổng cộng có 44 mùa ở giải hạng nhất, 35 ở giải nhì và 10 ở giải ba. Trong lịch sử, Valladolid là đội bóng tốt thứ 13 ở Tây Ban Nha tính theo điểm tổng thể. Valladolid là một trong bốn câu lạc bộ ở La Liga trong các câu lạc bộ chơi từ 40 mùa trở lên. Hai trong số những người chơi của nó đã trỗi dậy với Cúp Pichichi: Manuel Badenes và Jorge da Silva; và mười người là cầu thủ thi đấu quốc tế trong đội tuyển bóng đá quốc gia Tây Ban Nha.
Vào ngày 3 tháng 9 năm 2018, thông báo cựu cầu thủ bóng đá quốc tế người Brasil Ronaldo đã trở thành cổ đông lớn sau khi mua 51% cổ phần kiểm soát trong câu lạc bộ. Tính đến tháng 4 năm 2020, tiền đạo người Brazil sở hữu 82% cổ phần của câu lạc bộ.
Tính đến năm 2019, Valladolid là một trong sáu Câu lạc bộ La Liga cũ từ Castile và Leon đã được chơi ở giải đấu hàng đầu Tây Ban Nha.

## Cầu thủ

### Đội hình hiện tại
Tính đến ngày 1/9/2024.
Ghi chú: Quốc kỳ chỉ đội tuyển quốc gia được xác định rõ trong điều lệ tư cách FIFA. Các cầu thủ có thể giữ hơn một quốc tịch ngoài FIFA.
| Số | VT | Quốc gia    | Cầu thủ                            |
| -- | -- | ----------- | ---------------------------------- |
| 1  | TM | Bồ Đào Nha  | André Ferreira                     |
| 2  | HV | Tây Ban Nha | Luis Pérez (đội phó)               |
| 3  | HV | Tây Ban Nha | David Torres                       |
| 4  | TV | Tây Ban Nha | Víctor Meseguer                    |
| 5  | HV | Tây Ban Nha | Javi Sánchez (đội trưởng)          |
| 6  | HV | Thổ Nhĩ Kỳ  | Cenk Özkacar (mượn từ Valencia)    |
| 7  | TĐ | Sénégal     | Mamadou Sylla                      |
| 8  | TV | Tây Ban Nha | Kike Pérez                         |
| 9  | TĐ | Brasil      | Marcos André                       |
| 10 | TĐ | Tây Ban Nha | Iván Sánchez                       |
| 11 | TĐ | Tây Ban Nha | Raúl Moro                          |
| 12 | TV | Tây Ban Nha | Mario Martín (mượn từ Real Madrid) |
| 13 | TM | Estonia     | Karl Hein (mượn từ Arsenal)        |

| Số | VT | Quốc gia    | Cầu thủ                        |
| -- | -- | ----------- | ------------------------------ |
| 14 | TĐ | Tây Ban Nha | Juanmi Latasa                  |
| 15 | HV | Thụy Sĩ     | Eray Cömert (mượn từ Valencia) |
| 16 | TV | Tây Ban Nha | César de la Hoz                |
| 18 | TV | Venezuela   | Darwin Machís                  |
| 19 | TĐ | Sénégal     | Amath Ndiaye                   |
| 20 | TV | Croatia     | Stanko Jurić                   |
| 21 | TV | Maroc       | Selim Amallah                  |
| 22 | HV | Brasil      | Lucas Rosa                     |
| 23 | TV | Maroc       | Anuar                          |
| 24 | TĐ | Brasil      | Kenedy                         |
| 28 | TV | Tây Ban Nha | Chuki                          |
| —  | TM | Tây Ban Nha | Álvaro Aceves                  |

### Đội dự bị
Ghi chú: Quốc kỳ chỉ đội tuyển quốc gia được xác định rõ trong điều lệ tư cách FIFA. Các cầu thủ có thể giữ hơn một quốc tịch ngoài FIFA.
| Số | VT | Quốc gia    | Cầu thủ     |
| -- | -- | ----------- | ----------- |
| 26 | TM | Tây Ban Nha | Arnau Rafús |
| 30 | HV | Tây Ban Nha | Raúl Chasco |

| Số | VT | Quốc gia    | Cầu thủ       |
| -- | -- | ----------- | ------------- |
| 32 | HV | Tây Ban Nha | Koke Iglesias |

### Cho mượn
Ghi chú: Quốc kỳ chỉ đội tuyển quốc gia được xác định rõ trong điều lệ tư cách FIFA. Các cầu thủ có thể giữ hơn một quốc tịch ngoài FIFA.
| Số | VT | Quốc gia    | Cầu thủ                                        |
| -- | -- | ----------- | ---------------------------------------------- |
| —  | HV | Tây Ban Nha | Iván Garriel (tại Celta Fortuna đến 30/6/2025) |
| —  | TĐ | Croatia     | Stipe Biuk (tại Hajduk Split đến 30/6/2025)    |